# Ли, Клим
Клим Ли (15 февраля 1946, Узбекская ССР — 3 февраля 2022, Санкт-Петербург) — советский и российский художник, книжный график, профессор Санкт-Петербургской академии художеств имени Ильи Репина, Заслуженный художник Российской Федерации, член Союза художников России, Почётный член Российской академии художеств.

## Биография
Клим Ли родился 15 февраля 1946 года в Узбекистане. В 1968 году переехал в Ленинград. Два года работал в пожарной охране и параллельно овладевал навыками изобразительного искусства.
В 1970 году поступил на графический факультет Ленинградского института живописи, скульптуры и архитектуры имени И. Е. Репина. Окончил институт в 1976 году. Дипломная работа — серия эстампов «Великая Отечественная война» (Руководитель профессор В. А. Ветрогонский). Присвоена квалификация художника-графика. В 1978 году, по окончании ассистентуры-стажировки, начал преподавательскую деятельность в Институте имени И. Е. Репина. С 2003 года — декан факультета графики. Руководил персональной учебной мастерской. В 2009 году ему присвоено почётное звание Заслуженный художник Российской Федерации.
Клим Ли создал иллюстрации более чем к 70 книгам, среди которых: роман Владимира Набокова «Лолита», «Остров сокровищ» Роберта Льюиса Стивенсона, «Собрание сочинений в пяти томах» Александра Беляева, «Собрание сочинений в 8 томах» Даниила Гранина, «Милый друг» Ги де Мопассана и другие.